# 再生産
再生産（さいせいさん、英: reproduction）は、生産が常に繰り返されている過程を指す。経済学でしばしば用いられる用語であるが、1970年代以降、社会的再生産、文化的再生産の概念に拡張され、教育、家族の再生産が社会学、教育理論、歴史人類学などで用いられている。

## 概説
社会の構成主体である人間は消費を行うことによって生存しているため、生産を継続的に反復するという再生産がなければ社会は存続できない。同時にすべての人間が社会の中で商品を売買し、それを消費して生活しているため、この場合すべての生産は再生産の側面を併せ持つと言える。

## 単純再生産
単純再生産（simple reproduction）とは同じ価値を持つ商品を同じ規模で再生産することを指す。マルクス経済学では拡大再生産の基礎過程として考えられており、資本主義経済における単純再生産では剰余価値が資本に追加されずに、資本家に消費される事態であり、また同時に資本と賃労働の関係をも再生産する事態であると考えられている。（再生産表式を参照）

## 資本による再生産
資本主義経済においては資本は経済活動の主体であり、それ自体が資本の成長を目的とした再生産を行うとマルクス経済学では考えられる。資本の再生産では賃金労働者が労働過程で行われる剰余労働によって生まれる剰余価値が、利潤・賃金・地代として分配される。利潤は株主の配当、役員の報酬、企業の留保利潤などの形態をとる。ここでさらに価値を増大させた資本がさらに資本利益を得るために投資を行い、さらに剰余価値を得ようとする。このように資本は拡大再生産、資本蓄積を繰り返すことで自己の価値を拡大する傾向にある。

## 再生産概念の拡張：教育における再生産、家族の再生産
マルクス主義哲学者ルイ・アルチュセールによって、企業外で「生産諸条件の再生産」がなされ、イデオロギー的国家装置において「生産諸関係の再生産」がなされていることが暴力装置中心の国家論に対する「イデオロギー」に働きかける国家論の修正を伴ってなされた。同時期に、社会学者ピエール・ブルデューは、文化的恣意性が正統化されて、学校教師の教育学的権威と教育学的労働とにおいて文化的再生産と社会的再生産とがなされている学校システムを解析した。ラディカル・エコノミクス派のボールズとギンタスは親の収入・学歴と子供の就学との関係の再生産を分析した。これらは、経済学的な再生産概念を国家、社会へと拡張し、再生産概念を転移したもので、1970年以後、「再生産」論は世界的に教育分析において拡張されていく。ブルデューは、世襲的再生産から「能力の再生産」へ移行した歴史的な変化を「国家貴族」の登場において分析した。
山本哲士によれば、マルクス資本論の再生産様式を踏まえ、経済的再生産、社会的再生産、文化的再生産、を総合的に考察する必要が現代社会分析では要される、諸個人が、生徒・教師、医師、会社員、役人、親、主婦などの「社会的代行者social agents」として再生産され、社会規範を再生産し、商品経済・国家秩序を再生産している。その根本は＜資本ー労働＞の領有法則にあるというものだ。資本主義ではない、「資本経済」として商品再生産が再検証されている（「資本経済」については文化科学高等研究院出版局の記事も参照）。
また、reproductionは生物学的に「繁殖」「生殖」を意味する、マクファーレンは英国の恋愛・結婚・家族戦略を「再生産の歴史人類学」として実証した。ブルデューは、資本主義のハビトゥスや国家貴族において「結婚戦略」の再生産を論じている。